# Zamfir Dumitrescu
Zamfir Dumitrescu (n. 15 aprilie 1946, București, România – d. 6 februarie 2021, București, România) a fost un pictor și politician român, membru al Parlamentului României în legislatura 2004-2008. Zamfir Dumitrescu a fost ales deputat pe listele PSD dar a devenit deputat neafiliat din martie 2006. În cadrul activității sale parlamentare, Zamfir Dumitrescu a fost membru în grupurile parlamentare de prietenie cu Australia, Republica Peru și Republica Finlanda.
Zamfir Dumitrescu a fost profesor universitar la Universitatea de Arte din București și președinte al Uniunii Artiștilor Plastici din România. În anul 2002, pentru întreaga sa activitate, președintele României i-a acordat Ordinul național „Pentru Merit”, în grad de Cavaler.